# Willy DeVille
Willy DeVille, nome d'arte di William Paul Borsey Jr. (Stamford, 25 agosto 1950 – New York, 6 agosto 2009), è stato un musicista e cantautore statunitense.
Inizialmente con il suo gruppo Mink DeVille e, in seguito, da solista, DeVille vanta una produzione artistica saldamente ancorata alla tradizione musicale statunitense. DeVille ha collaborato con numerosi artisti provenienti da campi molto diversi, fra cui Jack Nitzsche, Doc Pomus, Dr. John, Mark Knopfler, Allen Toussaint, Eddie Bo, Mariachi los Camperos e David Hidalgo.

## Carriera
Willy DeVille nasce come William Borsay a Stamford, nel Connecticut nel 1950 (assumerà il nome di Willy DeVille nel 1975), dal carpentiere William Paul Borsey (1919-2000) e da Marion Elizabeth Meritt (1921-2004).
Sua nonna materna era irochese; è di discendenza basca e irlandese. Per dirla con le sue parole, "Un po' di questo e un po' di quello; un vero cane randagio" Lascia la scuola al suo decimo anno di studi  e inizia a frequentare il Lower East Side e il West Village, a Manhattan. "Sembrava che non facessi altro che girare senza meta. Volevo suonare, ma non mi sembrava di trovare l'ambiente giusto. C'erano parecchie band di rock psichedelico, ma non erano fatte per me" In questo periodo, gli interessi di DeVille erano indirizzati principalmente verso il blues, in particolar modo verso John P. Hammond, Muddy Waters e John Lee Hooker.
DeVille lascia la sua band Billy and the Kids e prova a raggiungere Londra, in cerca di musicisti con le sue stesse idee, ma non riesce a trovarne. Torna a New York, dopo due anni di assenza. La sua band successiva, i Royal Pythons ("una gang trasformata in gruppo musicale") rimase un altro tentativo senza successo.
Dopo alcuni pellegrinaggi si ferma a San Francisco, dove forma un gruppo con il bassista Ruben Siguenza e il batterista Tom "Manfred" Allen. Il gruppo suona sotto i nomi di Billy DeSade & the Marquis e The Lazy Eights prima di trovare il nome Mink DeVille. Dopo un po' di tempo DeVille porta la band a New York, dove viene assunto il chitarrista Louis X. Erlanger, le cui abilità nel campo degli arrangiamenti aiutano ulteriormente il processo di perfezionamento del sound del gruppo. Nel 1981, quando esce il quarto album dei Mink DeVille, Coup de Grâce, tutti i componenti originali del gruppo, escludendo Willy, se ne sono già andati. Nel 1987 DeVille inizia a registrare sotto il proprio nome.
DeVille ha recitato in due film negli anni ottanta, rivestendo prima il ruolo di un truffatore in Va Banque (1986) e poi di una guardia del corpo in Homeboy, nel 1988. Nel corso della sua vita ha sofferto a lungo di dipendenza da droga, cosa che ha danneggiato seriamente la sua carriera. Possedeva abitazioni a New Orleans e nel Mississippi.
Il suo gruppo, inoltre, ha suonato a lungo al CBGB, lo storico nightclub newyorkese in cui ebbe origine il punk rock intorno agli anni settanta. A New Orleans, luogo in cui si trasferì nel 1988, diede un contributo importante al tentativo di dare nuova importanza al Rhythm and blues locale. I suoi testi profondi e i legami con i ritmi tipici della musica latina hanno portato alla definizione di un nuovo genere di musica, chiamata ispanico-americana. Ha raggiunto la notorietà in Europa, mentre non fu particolarmente conosciuto negli Stati Uniti.
Una sua canzone, Demasiado corazón, è stata scelta come sigla della trasmissione televisiva italiana Zelig (brano che ha cantato in una puntata come ospite) e dello spettacolo teatrale I corti di Aldo, Giovanni & Giacomo.
Nel 1994 è ospite musicale in una puntata della trasmissione satirica Tunnel con Serena Dandini ed esegue Cadillac Walk, prestandosi poi per qualche istante ai siparietti scherzosi di Corrado Guzzanti, Adolfo Margiotta, Maurizio Crozza e Carla Signoris.
È scomparso nel 2009 a causa di un cancro al pancreas, pochi giorni prima di compiere 59 anni.

## Riconoscimenti
Il critico Robert Palmer nel 1980 ha scritto: "DeVille è un cantante magnetico, ma la sua importante presenza scenica maschera un'acuta intelligenza musicale; le sue canzoni e i suoi arrangiamenti sono ricchi di ritmi etnici e richiami alla musica blues, ma, nonostante la loro lontananza, questi due generi riescono a fondersi insieme perfettamente. Incarna alla perfezione il groviglio di contraddizioni tipico di New York, componendo al contempo musica idiomatica, nel suo senso più ampio, e incredibilmente originale."

## Discografia

### Con i Mink DeVille

#### Album in studio
- 1977 – Cabretta (pubblicato negli Stati Uniti con il nome Mink Deville) (Capitol)
- 1978 – Return to Magenta (Capitol)
- 1980 – Le Chat Bleu (Capitol)
- 1981 – Coup de Grâce (Atlantic)
- 1983 – Where Angels Fear to Tread (Atlantic)
- 1983 – Each Song Is A Beat Of My Heart (Atlantic)
- 1985 – Sportin' Life (Polydor)

#### Album dal vivo
- 2008 – Live At Montreux 1982 (video) (Eagle Vision)
- 2014 – Live at Rockpalast 1978 & 1981 (video) (Repertoire Records)

### Solista

#### Album in studio
- 1987 – Miracle (Polydor)
- 1990 – Victory Mixture (Sky Ranch Records)
- 1992 – Backstreets of Desire (Fnac Music)
- 1995 – Big Easy Fantasy (Wotre Music)
- 1995 – Loup Garou (EastWest Records)
- 1999 – Horse of a Different Color (EastWest Records)
- 2004 – Crow Jane Alley (Eagle Records)
- 2008 – Pistola (Eagle Records)

#### Album dal vivo
- 1993 – Live (Fnac Music)
- 2002 – The Willy DeVille Acoustic Trio Live in Berlin (Eagle Records)
- 2009 – Live At Montreux 1994 (video) (Eagle Records)
- 2012 – Live At The Metropol • Berlin (Meyers Records)
- 2014 – Live At Rockpalast 1995 & 2008 (video) (Repertoire Records)

### Filmografia
- 1986 - Va Banque, regia di Diethard Küster
- 1988 - Homeboy, regia di Michael Seresin
- 1988 - Body & Soul, regia di Gianpaolo Tescari (corto)
- 1996 - Bullet, regia di Julien Temple
- 1999 - Cypress Edge, regia di Serge Rodnunsky